# Franz Foidl
Franz Foidl (ur. 25 października 1906) – austriacki zapaśnik walczący w stylu klasycznym. Olimpijczyk z Berlina 1936, gdzie zajął siódme miejsce w wadze półciężkiej.

## Letnie Igrzyska Olimpijskie 1936
| Konkurencja          | Rundy eliminacyjne   | Rundy eliminacyjne | Rundy eliminacyjne | Rundy eliminacyjne          | Klas. końcowa |
| Konkurencja          | Przeciwnik I         | Przeciwnik II      | Przeciwnik III     | Przeciwnik IV               | Miejsce       |
| -------------------- | -------------------- | ------------------ | ------------------ | --------------------------- | ------------- |
| 87 kg styl klasyczny | Georg Argast (SUI) Z | wolny los Z        | Ago Neo (EST) P    | Werner Seelenbinder (GER) P | 7.            |